# Libertas Trogylos Basket 1997-1998
La stagione 1997-1998 della Libertas Trogylos Basket è stata la dodicesima consecutiva disputata in Serie A1 femminile.
Sponsorizzata dall'Isab Energy, la società siracusana si è classificata al sesto posto nella massima serie ed è uscita in semifinale play-off contro Schio.

## Verdetti stagionali
Competizioni nazionali
- Serie A1:

stagione regolare: 6º posto su 12 squadre (12-10);
play-off: eliminato in semifinale da Schio (2-3).
- Coppa Italia:

eliminato al primo turno (1-1).
Competizioni internazionali
- Coppa Ronchetti:

eliminato nei sedicesimi dal Panathinaikos (3-3).

## Rosa
| Giocatrici |
| ---------- |

| N° | Naz.                   | Ruolo | Sportivo          | Anno | Alt. |  |
| -- | ---------------------- | ----- | ----------------- | ---- | ---- |  |
| 4  | Italia (bandiera)      | P     | Rita La Rosa      | 1976 | 174  |  |
| 5  | Italia (bandiera)      | PG    | Susanna Bonfiglio | 1974 | 178  |  |
| 6  | Italia (bandiera)      |       | Cristina Carmilla | 1966 |      |  |
| 7  | Stati Uniti (bandiera) | A     | Judy Mosley       | 1968 |      |  |
| 8  | Italia (bandiera)      | G     | Daniela Altamore  | 1972 | 172  |  |
| 10 | Italia (bandiera)      |       | Paola Piatta      | 1965 |      |  |
| 14 | Italia (bandiera)      | G     | Sofia Vinci       | 1966 | 175  |  |
|    | Italia (bandiera)      | C     | Tania Ferrazza    | 1974 | 196  |  |

| Staff tecnico             |
| ------------------------- |
| Allenatore: Santino Coppa |

| Giocatrici cedute a stagione in corso |
| ------------------------------------- |

| N° | Naz.                               | Ruolo | Sportivo       | Anno | Alt. |  |
| -- | ---------------------------------- | ----- | -------------- | ---- | ---- |  |
|    | Isole Vergini Americane (bandiera) | C     | Tajama Abraham | 1975 | 190  |  |
| 15 | Stati Uniti (bandiera)             | A     | Barbara Bolden | 1969 | 188  |  |

| Nella rosa della Coppa Ronchetti |
| -------------------------------- |

| N° | Naz.              | Ruolo | Sportivo           | Anno | Alt. |  |
| -- | ----------------- | ----- | ------------------ | ---- | ---- |  |
|    | Italia (bandiera) |       | Katia Nicoletti    | 1978 |      |  |
|    | Italia (bandiera) | A     | Stefania Tiralongo | 1981 | 192  |  |

## Statistiche

### In campionato
| Giocatrice | Gare | Punti | Minuti | Falli | Falli | Tiri da due | Tiri da due | Tiri da due | Tiri da tre | Tiri da tre | Tiri da tre | Tiri liberi | Tiri liberi | Tiri liberi | Rimbalzi | Rimbalzi | Palle | Palle | Assist | Val. |
| Giocatrice | Gare | Punti | Minuti | C     | S     | R           | T           | %           | R           | T           | %           | R           | T           | %           | O        | D        | P     | R     | Assist | Val. |
| ---------- | ---- | ----- | ------ | ----- | ----- | ----------- | ----------- | ----------- | ----------- | ----------- | ----------- | ----------- | ----------- | ----------- | -------- | -------- | ----- | ----- | ------ | ---- |
| Mosley     | 26   | 467   | 940    | 0     | 0     | 164         | 307         | 53,4        | 18          | 37          | 48,6        | 85          | 108         | 78,7        | 51       | 153      | 73    | 59    | 14     | 486  |
| Bonfiglio  | 21   | 301   | 589    | 0     | 0     | 90          | 173         | 52,0        | 4           | 15          | 26,7        | 109         | 137         | 79,6        | 19       | 55       | 29    | 58    | 14     | 296  |
| Bolden     | 14   | 162   | 489    | 0     | 0     | 60          | 129         | 46,5        | 0           | 1           | 0,0         | 42          | 65          | 64,6        | 30       | 81       | 41    | 34    | 4      | 177  |
| La Rosa    | 25   | 151   | 651    | 0     | 0     | 28          | 77          | 36,4        | 25          | 91          | 27,5        | 20          | 29          | 69,0        | 7        | 21       | 32    | 34    | 9      | 66   |
| Vinci      | 25   | 144   | 659    | 0     | 0     | 28          | 76          | 36,8        | 15          | 36          | 41,7        | 43          | 58          | 74,1        | 10       | 32       | 24    | 21    | 11     | 110  |
| Altamore   | 21   | 138   | 433    | 0     | 0     | 21          | 42          | 50,0        | 26          | 85          | 30,6        | 18          | 23          | 78,3        | 3        | 9        | 25    | 12    | 4      | 56   |
| Abraham    | 8    | 105   | 224    | 0     | 0     | 35          | 76          | 46,1        | 0           | 0           |             | 35          | 45          | 77,8        | 13       | 30       | 14    | 11    | 7      | 101  |
| Carmilla   | 26   | 94    | 688    | 0     | 0     | 28          | 67          | 41,8        | 4           | 14          | 28,6        | 26          | 35          | 74,3        | 8        | 19       | 43    | 40    | 20     | 80   |
| Piatta     | 20   | 71    | 322    | 0     | 0     | 26          | 53          | 49,1        | 4           | 8           | 50,0        | 7           | 11          | 63,6        | 10       | 31       | 21    | 20    | 6      | 82   |
| Ferrazza   | 16   | 38    | 205    | 0     | 0     | 14          | 33          | 42,4        | 0           | 1           | 0,0         | 10          | 12          | 83,3        | 14       | 16       | 5     | 3     | 2      | 46   |

### In Coppa Ronchetti
| Giocatrice    | Gare | Minuti | Tiri  | Tiri | Tiri da due | Tiri da due | Tiri da tre | Tiri da tre | Tiri liberi | Tiri liberi | Rimbalzi | Rimbalzi | Rimbalzi | Assist | Palle | Palle | Falli | Punti |
| Giocatrice    | Gare | Minuti | R/T   | %    | R/T         | %           | R/T         | %           | R/T         | %           | O        | D        | T        | Assist | P     | R     | Falli | Punti |
| ------------- | ---- | ------ | ----- | ---- | ----------- | ----------- | ----------- | ----------- | ----------- | ----------- | -------- | -------- | -------- | ------ | ----- | ----- | ----- | ----- |
| Mosley, J.    | 5    | 191    | 34/68 | 50.0 | 32/57       | 56.1        | 2/11        | 18.2        | 22/30       | 73.3        | 14       | 24       | 38       | 5      | 13    | 4     | 12    | 92    |
| Piatta, P.    | 5    | 142    | 16/30 | 53.3 | 16/27       | 59.3        | 0/3         | 0.0         | 7/11        | 63.6        | 2        | 16       | 18       | 4      | 11    | 5     | 14    | 39    |
| Bonfiglio, S. | 4    | 71     | 14/31 | 45.2 | 14/27       | 51.9        | 0/4         | 0.0         | 9/13        | 69.2        | 4        | 7        | 11       | 3      | 5     | 5     | 9     | 37    |
| Altamore, D.  | 4    | 93     | 9/24  | 37.5 | 3/8         | 37.5        | 6/16        | 37.5        | 7/9         | 77.8        | 0        | 1        | 1        | 2      | 6     | 1     | 10    | 31    |
| Vinci, S.     | 5    | 124    | 10/21 | 47.6 | 9/17        | 52.9        | 1/4         | 25.0        | 6/8         | 75.0        | 1        | 4        | 5        | 5      | 6     | 3     | 9     | 27    |
| La Rosa, R.   | 5    | 168    | 7/33  | 21.2 | 5/17        | 29.4        | 2/16        | 12.5        | 7/9         | 77.8        | 3        | 7        | 10       | 2      | 12    | 5     | 13    | 23    |
| Bolden, B.    | 1    | 36     | 8/11  | 72.7 | 8/11        | 72.7        | 0/0         | 0.0         | 4/7         | 57.1        | 0        | 0        | 0        | 0      | 5     | 2     | 1     | 20    |
| Carmilla, C.  | 5    | 137    | 4/13  | 30.8 | 4/9         | 44.4        | 0/4         | 0.0         | 2/4         | 50.0        | 2        | 6        | 8        | 5      | 11    | 5     | 10    | 10    |
| Ferrazza, T.  | 3    | 38     | 0/3   | 0.0  | 0/3         | 0.0         | 0/0         | 0.0         | 1/2         | 50.0        | 1        | 2        | 3        | 0      | 1     | 3     | 10    | 1     |